# San Francisco Rush: Extreme Racing
San Francisco Rush: Extreme Racing è un videogioco sviluppato da Atari Games e pubblicato da Midway Games. Questo gioco è stato pubblicato per la prima volta nella versione di videogioco arcade nel 1996 e successivamente nella versione per Nintendo 64 nel 1997, poi è stato portato a PlayStation nel 1998. San Francisco Rush: Extreme Racing è il primo gioco nella serie di Rush, portando successivamente numerosi sequel.

## Caratteristiche
Il gioco si distingue per l'alto livello del dettaglio che è andato a ricreare la città di San Francisco. Ci sono delle combinazioni di tasti che, se eseguite correttamente,  sbloccano veicoli extra.